# Датунашвили, Константин Алексеевич
Константи́н Алексе́евич Датунашви́ли (1911 — 8 августа 1944) — участник Великой Отечественной войны, полный кавалер ордена Славы.

## Биография
Родился в селе Мзетамзе (Грузия) в семье рабочего. После получения среднего образования устроился работать в колхоз.
В Красной армии с мая 1941 года, в боях начал принимать участие с июня 1941 года. Участвовал в обороне Ленинграда. Во время боя за село Синявино повредил вражеский танк выстрелом из противотанкового оружия. За этот бой был награждён медалью «За отвагу». В январе 1944 года, во время боя вблизи деревни Пендиково (Ленинградская область), вместе со своей разведывательной группой столкнулся с разведывательной группой врага, во время завязавшегося боя уничтожил расчёт пулемёта противника и захватил радиостанцию. 9 февраля 1944 года был награждён орденом Славы 3-й степени. В середине февраля 1944 года, вблизи деревни Костково (Новгородская область), заменил выбывшего командира разведгруппы. Во время рейда было выявлено и подавлено 4 огневые точки противника. 15 марта 1944 года был награждён орденом Славы 2-й степени. В конце июля 1944 года, вблизи местечка Лыэпна (Латвия), попал в тыл противника и уничтожил приблизительно 15 солдат противника и взял в плен ещё 4. Через несколько дней, вблизи населённого пункта Кингелс, первым ворвался в расположение противника, гранатами взорвал несколько солдат противника и взял в плен одного. 24 марта 1945 года был награждён орденом Славы 1-й степени, став полным кавалером ордена Славы.
4 августа 1944 года был ранен, скончался 8 августа того же года в результате полученных ранений.

## Награды
- Орден Славы 1-й степени (24 марта 1945)[2];
- Орден Славы 2-й степени (15 марта 1944)[3];
- Орден Славы 3-й степени (9 февраля 1944 — № 14332)[4];
- Медаль «За отвагу» (8 февраля 1943)[5];
- Медаль «За оборону Ленинграда»[6].

## Память
- Его имя увековечено в Главном Храме Вооружённых сил России, и навсегда запечатлено на мемориале «Дорога памяти».
- Был похоронен у железнодорожной станции Малупе (Латвия), после войны перезахоронен на воинском кладбище в городе Алуксне. На могиле установлен надгробный памятник.